# کریستین نوستلینگر
کریستینه نوستلینگر (به آلمانی: Christine Nöstlinger) (زاده ۱۳ اکتبر ۱۹۳۶ - درگذشت ۲۸ ژوئن ۲۰۱۸ ) نویسنده اتریشی در زمینه ادبیات کودک و نوجوان و برنده جایزه هانس کریستیان آندرسن در سال (۱۹۸۴)
این نویسنده اتریشی با نگارش داستان‌هایی در مورد پسرکی به نام "فرانتس" همراه با صدایی جیک مانند و همه دیگر ویِژگی‌های او به شهرت دست یافت.

## زندگی‌نامه
کریستینه نوستلینگر در ۱۳ اکتبر ۱۹۳۶ در وین متولد شد و در ۲۸ ژوئن ۲۰۱۸ در همان شهر درگذشت. وی پس از تحصیل در رشته گرافیک در آکادمی هنر کاربردی وین به نگارش مطلب برای روزنامه‌ها، مجلات و رادیو پرداخت. او اولین کتاب کودکانه اش را در سال ۱۹۷۰ با عنوان فریدریکه سرخ آتشین (Die feuerrote Friederike) در انتشارات «یوگند و فولک» منتشر کرد که کار تصویرگری‌اش را خودش انجام داده بود. از آن زمان نوستلینگر هر سال به انتشار کتاب‌های مصور کودکان و نوجوانان توسط ناشران مختلف می‌پردازد. آخرین کتاب منتشر شده از این نویسنده که در تابستان ۲۰۱۱ به زیر چاپ رفت کتاب شعر توجه، کودکان است.
او با نگارش بیش از ۱۰۰ رمان و کتاب مصور از جمله موفق‌ترین نویسندگان آلمانی زبان عرصه ادبیات کودکان و نوجوانان به شمار می‌رود که میلیون‌ها جلد از آثارش به فروش رسیده و به بیش از ۲۰ زبان نیز ترجمه شده است. بخشی از کتاب‌های این نویسنده دستمایه اقتباس ادبی قرار گرفته است.
نوستلینگر با سری داستان‌های فرانتس که مشتمل بر ۱۹ جلد است یا با کتاب‌هایی همچون سوسک طلایی پرواز کرد تاثیر عمیقی بر دوران کودکی چند نسل نهاد.

## جوایز
آثار این نویسنده جوایز متعددی را برای او به ارمغان آورده که از جمله آنها می‌توان به جایزه ادبیات نوجوانان آلمان (۱۹۷۳)، "جایزه دولتی اتریش" برای ادبیات کودکان (۱۹۷۴)، جایزه کتاب کودک و نوجوان شهر وین، مدال هانس کریستیان آندرسن (۱۹۸۴)، جایزه یادبود آسترید لیندگرن (۲۰۰۳)، جایزه کتاب اقتصادی وین (۲۰۱۰) و جایزه افتخاری بین‌المللی کتاب «کورنی» در مونیخ برای مجموع آثار ادبی اش (۲۰۱۱) اشاره کرد.
همچنین نوستلینگر نشان افتخاری خدمت به جمهوری اتریش را در سال ۲۰۱۱ از "کلاودیا اشمیت" دریافت نمود